# Installation de chauffage
Pour les articles homonymes, voir Installation.
Une installation de chauffage est un ensemble cohérent d'appareils de chauffage dans le bâtiment. Elle peut se situer dans un bâtiment ou un ensemble de bâtiments à usage d'habitation, industriel, commercial, ou de bureaux.
On peut distinguer des types d'installation de chauffage selon plusieurs critères : selon la source d'énergie utilisée pour générer le chauffage, ou selon l'individualisation ou la centralisation dette production de chaleur.
En 2020, l’électricité et le gaz de réseau représentent les trois quarts des énergies principales de chauffage des ménages en France métropolitaine.
Le but de l’installation de chauffage est de compenser les déperditions pour maintenir la température intérieure constante. Dimensionner les systèmes de chauffage, c’est calculer la puissance utile nécessaire pour y parvenir lors des conditions extrêmes : lorsque la température extérieure est minimale, qu’il n’y a pas de soleil et que les apports internes sont nuls.
Dans le cadre du protocole de Kyoto, une installation de chauffage doit répondre à un nombre croissant d'exigences en termes d'efficacité énergétique.